# Hygrom
Als ein Hygrom (Neutrum; lateinisch Hygroma; von altgriechisch ὑγρόν hygron, deutsch ‚Flüssigkeit‘, zu ὐγρος hygros, deutsch ‚nass, feucht‘) oder als eine Wassergeschwulst wird eine mit Flüssigkeit gefüllte Zyste bezeichnet. Die Ergussbildung kann beispielsweise aufgrund einer chronischen Entzündung einer Sehnenscheide (Tendovaginitis) oder eines Schleimbeutels (Bursitis, Schleimgeschwulst) entstehen. Meist als Folge einer chronischen Entzündung kommt es zu einer tumorartigen Anschwellung von Schleimbeuteln und Sehnenscheiden durch eine seröse Flüssigkeit. Davon ist eine Hygromatosis rheumatica abzugrenzen. Überbeine oder auch Ganglien als flüssigkeitsgefüllte Exsudationszysten mit glatten oder zottig-warzigen Innenwänden werden ebenfalls Hygrome genannt. Hygrome können Fisteln ausbilden. Hygrome der harten Hirnhaut (Hygroma durae matris) können als Folge von Einblutungen nach deren Resorption entstehen. Ein Lymphangioma cavernosum wird als Hygroma cysticum bezeichnet.